# Операция «Гриф»
Операция «Гриф» (нем. Greif — Гриф; произносится [ɡʀaɪ̯f], в некоторых источниках известна как «Грайф») — немецкая секретная операция, которая началась 16 декабря 1944 года. Немецкие войска начали Арденнскую операцию на западном фронте, целью которой был разгром англо-американских войск в Бельгии и Голландии. Поддержать наступление в Бельгии должна была секретная операция под кодовым названием «Гриф». Её целями были захват одного или нескольких мостов через реку Маас, создание беспорядка в американских тылах. В этой операции задействовали англоговорящих диверсантов, переодетых в форму армии США, перемещающихся на американской военной технике. Для большей паники в тылах англо-американских войск до членов диверсионных групп была доведена ложная информация о целях операции. В частности, упоминалось про убийство Верховного Главнокомандующего войсками союзных сил антигитлеровской коалиции Дуайта Эйзенхауэра и других высших офицеров англо-американских войск.

## Замысел операции

### Замысел операции
Замысел операции «Гриф» принадлежал Адольфу Гитлеру. План предусматривал создание диверсионного подразделения численностью до 3300 человек, владеющих английским языком, одетых в форму армии США, оснащённых трофейным американским оружием и техникой. Операцию «Гриф» Гитлер поручил Отто Скорцени. Скорцени запросил 28 танков, 24 самоходные артиллерийские установки, 120 грузовиков, 30 бронемашин, 100 джипов и 40 мотоциклов.
Генерал-фельдмаршал фон Рундштедт высказался критично по отношению к данной операции и отказал в содействии Отто Скорцени. Тогда Скорцени обратился за помощью к начальнику верховного командования вермахта Вильгельму Кейтелю. Кейтель разослал по всем частям вермахта и СС директиву: «Для выполнения специального задания набираются добровольцы, владеющие английским языком американского диалекта. Добровольцев направлять в распоряжение оберштурмбаннфюрера СС Отто Скорцени, также в его распоряжение направлять всё захваченное обмундирование, снаряжение, оружие и технику армии США». Скорцени, боясь большой огласки операции, обратился к Гитлеру с просьбой отменить операцию. Гитлер в прошении Скорцени отказал, но в целях конспирации велел именовать подразделение 150-й бригадой.

### Обучение диверсантов
В начале декабря на полигоне Графенвёр под Нюрнбергом был создан центр подготовки диверсантов. Говорящих по-английски без акцента людей было мало, их назначили старшими групп, независимо от звания. Пленные американские солдаты и офицеры вынуждены были учить немецких диверсантов американским привычкам. Многим курс ничего не дал. Без акцента по-английски говорило не более 10 человек; 40 человек свободно владели английским; 150 человек по-английски могли объясниться; 200 человек имели школьный уровень языка. Им нужно было отвечать на каверзные вопросы военной полиции США, не бросаясь в глаза. Остальные понимали лишь по-немецки. Их натаскивали произносить «Yes», «No», «O´kay», зубрить ругательства и командные слова US Army. Это означало, что на практике надо будет изображать тех, кто в панике отступления не может даже членораздельно объясниться. В конечном счёте Отто Скорцени был не удовлетворён результатами обучения.

## Начало операции

### Начало наступления
К началу наступления 150-я танковая бригада насчитывала 2676 человек: 2138 рядовых, 448 унтер-офицеров и 90 офицеров. Она была разделена на три оперативные группы: «X», «Y», «Z». 160 человек с наилучшими знаниями английского языка образовали «группу Штилау». 14 декабря 1944 года немецкая бригада имела: 2 танка M4 Sherman (из 28 запрашиваемых), 3 американских САУ M10 Wolverine (из 24 запрашиваемых), 16 немецких БТР (Sd Kfz 251/1, Sd Kfz 250/1, Sd Kfz 234/1) и 16 американских БТР (M3, M8, M20), 55 немецких и 21 американский мотоцикл, 28 джипов, 177 немецких и 15 американских грузовиков, 1 немецкий и 1 американский тягач, а также 12 Пантер, которые перекрасили и переделали так, чтобы те имели схожесть с САУ М10 (позднее Скорцени вспоминал: «Лишь юный янки-рекрут в темноте и на большом расстоянии мог принять наши танки за свои»).

### Расстрелянный пост
16 декабря 1944 года на юго-западе Бельгии в Арденнских горах на американский блокпост подъехал джип с пятью военными. Американский солдат попросил офицера предъявить пропуск. Офицер вынул пистолет и выстрелил солдату в голову. Пулемет на джипе начал стрельбу, расстреливая американцев. Через несколько минут выпрыгнувшие из джипа диверсанты уже добивали раненых постовых и собирали оружие. Вскоре по дороге через пост пошли немецкие танки.

### Последнее наступление Гитлера
16 декабря 1944 года три немецкие армии (7-я полевая, 5-я и 6-я танковые армии СС) под командованием генерала-фельдмаршала Вальтера Моделя прорвали линию фронта. Танки шли на запад — к реке Маас. На острие танкового клина находились немецкие диверсионные группы из бойцов, владеющих английским языком и одетых в форму армии США. Они незаметно вливались в поток отступавших англо-американских войск, вносили хаос и дезорганизацию. «Ложные американцы» специально отдавали бестолковые приказы, меняли регулировщиков на постах, указывая неверное направление движения войск, уничтожали дорожные указатели, минировали шоссе и железнодорожные пути, нарушали телефонную связь, уничтожали таблички, предупреждавшие о минных полях, взрывали или захватывали склады с боеприпасами и горючим.

## Конец операции

### Перелом
В первый день операции подорвался на мине командир подразделения «X» оберштурмбаннфюрер Хардик. На второй день операции попала в плен одна из групп. При обыске у офицера нашли комплект плана операции «Гриф»; операция перестала быть секретной, караулы на постах были усилены. Вскоре отступление американских войск сменилось оборонительными боями и планомерным отходом.

### Аресты и ликвидация диверсантов
Американская контрразведка с помощью тысяч простых солдат ловила немецких диверсантов. Проверяли знание пароля и документы. Задавали элементарные, на первый взгляд, вопросы, ответить на которые мог только настоящий американец. Данный тест проходил и генерал армии Омар Нельсон Брэдли, а один из генералов, не знавший имени мужа актрисы Бетти Грейбл, попал под арест до выяснения личности. От проверки были освобождены только негры. А 21 декабря 1944 года «Пантеры», переделанные под М10, наткнулись на боевое охранение 120-й американской пехотной дивизии. Рядовой Фрэнсис Карри, не обращая внимания на белые звезды на бортах боевых машин, выстрелом из базуки поджёг первый танк, а остальные обстрелял ружейными гранатами. Подошедшие вскоре «Шерманы» добили диверсантов-танкистов. В результате рядовой Фрэнсис Карри был награжден медалью Почёта.
Всего достоверно известно о 44-х разоблачённых диверсантах, восьмерым из которых удалось скрыться, 33 были убиты при обнаружении и задержании, а трое схвачены и преданы военно-полевому суду, после чего были расстреляны как шпионы.

### Расформирование 150-й бригады
20 декабря 1944 года 150-ю бригаду отправили в наступление на город Мальмеди как обычную фронтовую часть. 28 декабря 1944 года 150-я бригада потеряла две трети личного состава и почти всю технику. Бригада была расформирована. Оставшиеся в живых вернулись в свои части. 3 января англо-американские войска перешли в наступление, и уже немецкая армия начала отступать.